# 4G

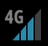
Android 4.1裝置接通4G的標誌

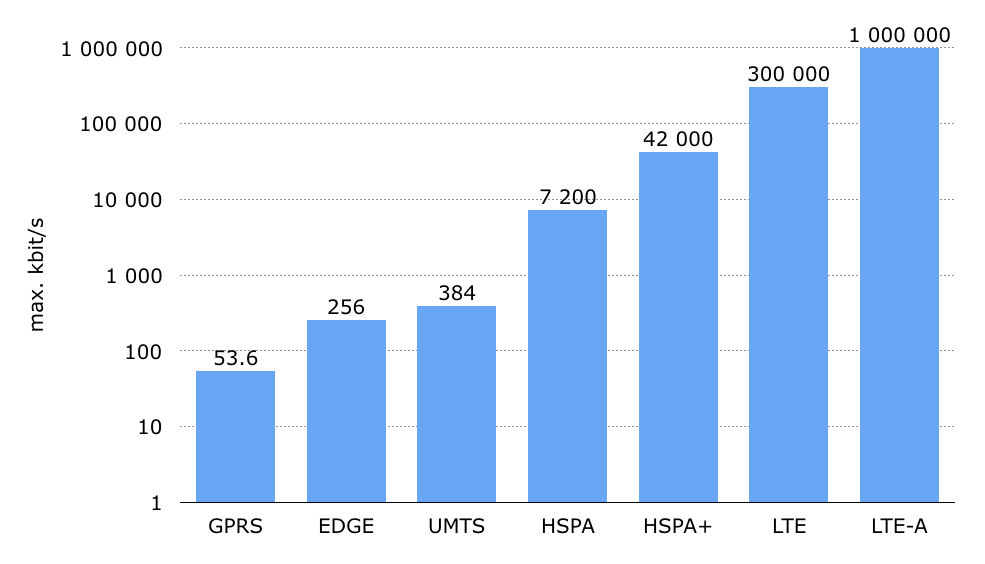
4GLTE上網速度對比

開通國家

第四代移动通信技术（英語：The fourth generation of mobile phone mobile communication technology standards，縮寫為4G），是3G之後的延伸。

## 定義
從技術標準的角度看，按照ITU的定義，靜態数据传输速率達到1Gbps，用戶在高速移動狀態下可以達到100Mbps，就可以作為4G的技術之一。
从運營商的角度看，除了與現有網絡的可兼容性外，4G要有更高的數據吞吐量、更低時延、更低的建設和運行維護成本、更高的鑒權能力和安全能力、支持多種QoS等級。
從融和的角度看，4G意味著更多的參與方，更多技術、行業、應用的融合，不再局限於電信行業，還可以應用於金融、醫療、教育、交通等行業；通信終端能做更多的事情，例如除語音通信之外的多媒體通信、遠端控制等；或許區域網、網際網路、電信網、廣播網、衛星網等能夠融為一體組成一個通播網，無論使用什麼终端，都可以享受高品質的信息服務，向寬帶無線化和無線寬帶化演進，使4G滲透到生活的各個範疇。
從用戶需求的角度看，4G能為用戶提供更快的速度並滿足用戶更多的需求。移動通信之所以從模擬到數碼、從2G到4G以及將來的xG演進，最根本的推動力是用戶需求由無線語音服務向無線多媒體服務轉變，從而激發營運商為了提高ARPU、開拓新的頻段支持用戶數量的持續增長、更有效的頻譜利用率以及更低的營運成本，不得不進行變革轉型。
因此，4G描述了下列兩種不同但有所重疊的概念：
- 高速的行動電話網絡，速度如同計算機網絡ADSL的頻寬，一秒能達10 Mbit或更多。此概念曾被用來描述在無線網絡上。也是目前成功的3G系統提供商所提出來的願景。
- 無限網絡(Pervasive Network)技術，一個比較抽象的說法是「瀰漫型」、「無定型」、「整體」的無線技術，讓用戶完全融入系統當中。這個概念也包括了智能無線電(Smart Radio)的技術，並能夠達到更高的頻譜(Spectrum Use)和傳輸力量。此外，也能過濾、傳輸大量訊息。

## 技術概述
2008年3月，在國際電信聯盟-無線電通信部門(ITU-R)指定一組用於4G標準的要求，命名為 IMT-Advanced 規範，設定4G服務的峰值速度要求在高速移動的通信（如在火車和汽車上使用）达到100 Mbit/s，固定或低速移動的通信（如行人和定點上網的用戶）达到1 Gbit/s。
第一發布版本的LTE(3GPP Release 8)和WiMAX(IEEE 802.16e)支持遠小於1 Gbit/s的峰值比特率，它們不是完全IMT-Advanced的標準，但往往許多電信服務提供商宣傳其為4G網路。2010年12月6日，ITU-R的承認，這兩種技術，以及其他3.9技術，不符合IMT-Advanced的要求，仍可以被認為是“4G”，但前提是它們是先行者，以IMT-Advanced的標準版本和改善的性能和功能來看它只是相當於現在部署的3G網路的程度。
相對於前幾代，4G系統不支持傳統的電路交換的電話業務，而是全互聯網協議(IP)的通信，如VoIP。如下面看到的那樣，擴頻在3G系統中使用的無線電技術，則廢棄所有的4G候選系統，取而代之的是OFDMA  多載波傳輸和其他頻域均衡(FDE)方案，從而有可能轉移非常高的比特率儘管廣泛的多徑電波傳播。峰值比特率是通過進一步改進的智能天線陣列的多輸入多輸出(MIMO)通信。
但傳統的電話業務（語音通話）系統業務，也是重要的一環，在台灣的4G業者技術上，均採取 CSFB(Circuit Switched Fallback)技術，是把4G LTE網路回退至2G/3G交換式網路 Circuit-Switch Domain 的一種機制。而在設備廠商之技術演進、市售手機支援度以及網路訊號涵蓋率，可提升至VoLTE語音技術，以提供4G語音電信服務之適當品質，將更清晰的語音和視頻通話質量、更快的呼叫接續速度。

## IMT-Advanced的要求
本文使用4G來引用ITU-R所定義的IMT-Advanced 。在IMT-Advanced的蜂窩網路系統必須滿足以下要求：
- 基於全IP（All IP）封包交換網絡。
- 在高速移動性的環境下達到約100 Mbit/s的速率，如移動接入；在低速移動性的環境下高達約1 Gbit/s的速率，例如游牧/固定無線網路接入的峰值數據速率。
- 能夠動態地共享和利用網絡資源來支持每單元多用戶同時使用。
- 使用5-20MHz可擴展的信道帶寬，任選高達40 MHz。[2][3]
- 链路頻譜效率的峰值为15 bit/s/Hz（下行）和6.75 bit/s/Hz（上行）（即1 Gbit/s的下行鏈路中應該是可能超過小於67 MHz的帶寬）。
- 系統的頻譜效率下行高達3 bit/s/Hz/cell 和在室内2.25 bit/s/Hz/cell。[2]
- 跨不同系統網絡的平滑切換。
- 提供高品質的服務QoS(Quality of Service)，為支持新一代的多媒體傳輸能力。

2009年9月，該技術提案被提交給國際電信聯盟（ITU）為4G候選者。基本上所有的建議都是基於下列兩種技術：
- LTE-Advanced（3GPP Release 10） 由3GPP標準化
- WirelessMAN-Advanced（IEEE 802.16m） 由IEEE標準化

## IMT-Advanced的4G標準
- LTE-Advanced（長期演進技術升級版）：是LTE的升級演進，由3GPP所主導制定，完全向后相容LTE，通常通过在LTE上通过软件升级即可，升级过程类似于从W-CDMA升级到HSPA。峰值速率：下行1Gbps，上行500Mbps。是第一批被国际电信联盟承认的4G标准，也是事实上的唯一主流4G标准。另有TD-LTE的升级演进TD-LTE-Advanced（TD-LTE-A）。
  - LTE FDD（频分双工长期演进技术）：最早提出的LTE制式，目前该技术最成熟，全球应用最广泛，终端种类最多[5]。峰值速率：下行150Mbps，上行40Mbps[6]。
  - LTE TDD（时分双工长期演进技术）：又称TD-LTE，是LTE的另一個分支。峰值速率：下行100Mbps，上行50Mbps。由上海貝爾、諾基亞西門子通信、大唐電信、華為技術、中興通訊、中國移動、高通、ST-Ericsson等業者共同開發。
- WirelessMAN-Advanced（無線城域網升級版）：又称WiMAX-Advanced、WiMAX 2，即IEEE 802.16m是WiMAX的升級演進，由IEEE所主導制定，接收下行與上行最高速率可達到100Mbps，在靜止定點接收可高達1Gbps。[7]也是国际电信联盟承认的4G标准，不过随着Intel于2010年退出，WiMAX技术也已经被运营商放弃，并开始将设备升级为TD-LTE。[8]

## 进展
- 北电提出全IP“扁平”架构移动通信网络。
- 诺基亚建议I-HSPA（Internet-HSPA）标准。
- 高通的DMMX（DO Multicarrier Multilink eXtensions）和HMMX（HSDPA Multicarrier Multilink eXtensions）标准。
- 宏達電2008年11月宣布與俄羅斯WiMAX行動通訊電業者Scartel共同發表全球第一支GSM／WiMAX整合式雙模手機HTC Max 4G。
- 截至2010年2月，共有24個國家的51家移动通信網絡公司表示會提供4G服務，其中瑞典、挪威及芬蘭的TeliaSonera已經於2009年12月率先提供LTE服務。
- 宏達電2010年3月23日宣布與美國WiMAX行動通訊業者Sprint Nextel合作發表全球首款CDMA/WiMAX雙模Android平台手機HTC Evo 4G。

### 中華民國臺灣
- 2013年7月1日，NCC公布4G釋照申請名單，有7家進行角逐，除電信三雄的中華電信、台灣大哥大、遠傳電信外，還有亞太電信、鴻海的國碁電子，以及頂新集團的台灣之星移動電信，新光集團的子公司新建提出申請並參與競標。
- 2013年10月30日，NCC公布4G執照得標名單，得標者為中華電信、台灣大哥大、遠傳電信、亞太電信、國碁電子、以及台灣之星，總標價金額達 390.75 億。
- 2014年5月起，各家LTE業者：中華電信（900MHz、1800MHz、2100MHz、2600MHz）、台灣大哥大（700MHz、1800MHz、2100MHz）、遠傳電信（700MHz、1800MHz、2100MHz、2600MHz）、台灣之星（900MHz、2100MHz、2600MHz）、亞太電信（700MHz、900MHz、2600MHz），陸續開始營運。

### 中国大陆
- 2013年12月4日，工业和信息化部向中国移动、中国联通、中国电信颁发“LTE/第四代数字蜂窝移动通信业务(TD-LTE)”经营许可牌照。[9]
- 2015年2月27日，工业和信息化部向中国电信、中国联通发放“LTE/第四代数字蜂窝移动通信业务（LTE FDD）”经营许可牌照。[10]
- 2018年4月3日，中国工业和信息化部向中国移动颁发了基于LTE-FDD制式的第四代移动通信（4G）经营许可证。[11]
- 香港電訊商CSL於2012年2月宣布推出供智能手機使用的LTE服務，在此之前CSL已經推出供電腦使用的4G LTE USB Modem。香港大多投得2600MHz頻譜的電訊商，均採用LTE FDD制式，中國移動香港則採用2300MHz及2600MHz建造LTE TDD及FDD雙網絡提供LTE服務。[12][13]PCCW、中國移動香港、數碼通、3香港均已推出4G服務，除數碼通使用1800MHz為主頻譜外，其他電訊商均是使用2600MHz為主頻譜，1800MHz副頻譜。

## 參看
- 网状网络
- 基地台交遞（handoff）